# 天主教克雷泰伊教區
天主教克雷泰伊教區（拉丁語：Dioecesis Christoliensis）是法國一個羅馬天主教教區，屬巴黎總教區。
教區成立於1966年10月9日，位於馬恩河谷省，2006年有教友751,000人（佔轄區總人口61.2%）、八十三個堂區、291名司鐸。現任教區主教為彌額爾·桑蒂爾。